# Florin Gheorghiu
Florin Gheorghiu (n. 6 aprilie 1944, București) este un mare maestru internațional român de șah care a fost de 9 ori campion național de șah al României, iar în 1963 campion mondial la juniori. Gheorghiu a fost descoperit, ca șahist, de maestrul internațional Corvin Radovici.

## Studii
Florin Gheorghiu a urmat Liceul „I. L. Caragiale” din Ploiești. Ulterior, a absolvit Facultatea de Filologie, secția română-engleză, din cadrul Universității din București.

## Cariera șahistă
Deja la vârsta de 13 ani, devine campion național de șah la juniori. Trei ani mai târziu câștigă prima dată campionatul țării. În total, a fost de 9 ori campion național de șah la seniori, în anii 1960, 1962, 1964–1967, 1973, 1977 și 1987. În 1970 s-a clasat pe locul 1-2, la egalitate cu Victor Ciocâltea, cu care a susținut un meci de baraj de 10 partide, terminat la egalitate. Titlul de campion național i-a fost acordat lui Victor Ciocâltea. Punctajul general realizat în cele 17 campionate naționale la care a participat este +121 =164 -10, ceea ce reprezintă un procent de 68,8%.       
Florin Gheorghiu a obținut în 1963, la Campionatul Mondial de juniori de la Vrnjačka Banja, primul titlu de campion mondial pentru șahul românesc, performanță în urma căreia FIDE i-a acordat titlul de maestru internațional. Cu doi ani mai devreme, în 1961, la Haga, șahistul român se clasase pe locul al doilea la aceeași competiție. 
În 1965 Florin Gheorghiu a devenit primul mare maestru român la șah. 

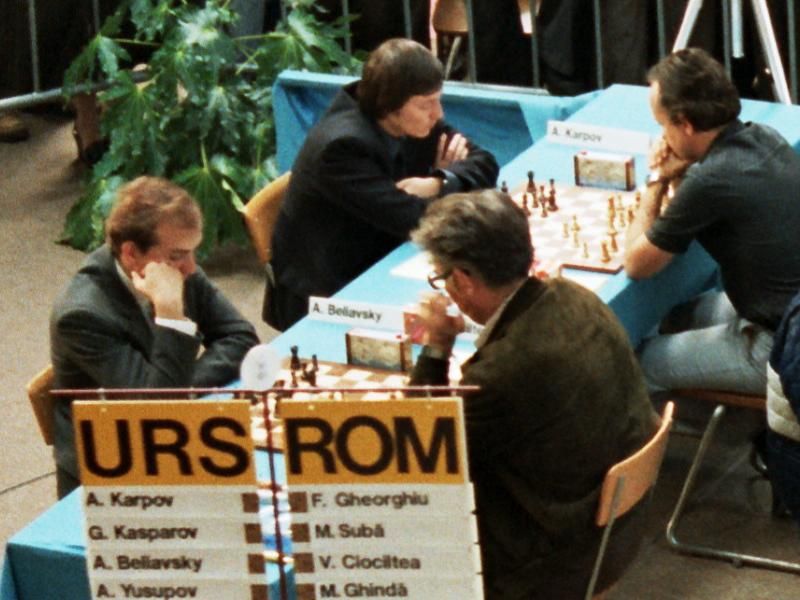
Alexandr Beliavski, Anatoli Karpov, Victor Ciocâltea și Florin Gheorghiu, Olimpiada de șah din 1982 în Lucerna

Între 1960 și 1967 Florin Gheorghiu a reprezentat România la șase ediții ale campionatelor mondiale studențești pe echipe (Leningrad 1960 - prima rezervǎ; Mariánské Lázně 1962, Cracovia 1964, Sinaia 1965, Örebro 1966, Harrachov 1967 - masa I), unde a obținut scorul general de +34 =30 -3 (73,1%).
A jucat pentru România la 14 olimpiade (1962-1974, 1978-1990), de 10 ori la prima masă (1966-1974,1978-1982, 1988-1990), de trei ori la masa a doua (1964,1984,1986) și o dată la masa a treia (1962), la care a obținut scorul general de +67 =125 -22 (60,5%). La patru olimpiade (Lugano 1968, Nisa 1974, Buenos Aires 1978 și Dubai 1986) a terminat neînvins. De asemenea, Florin Gheorghiu a participat cu echipa României la cinci campionate europene: Hamburg 1965, Bath 1973, Moscova 1977, Haifa 1989, Debrecen 1992, de fiecare dată la prima masă. În 1985 a jucat pentru România la Campionatul Mondial pe echipe de la Lucerna.  
Totodată, marele maestru român a apărat culorile țării sale la 15 balcaniade (1971-1978, 1980, 1981, 1983-1985, 1988, 1990), de 14 ori la  masa 1 și o dată la masa a 2-a, cu un scor general de +17 =43 -5 (59,2%). La aceste concursuri el a obținut de două ori locul întâi cu echipa (1971, 1977) și de șase ori medalia de aur pentru cea mai bună performanță individuală pe masa 1. 
În toată cariera, el a jucat sub culorile României în echipa națională de șah 459 de partide la 64 de competiții (inclusiv meciuri amicale interțări), obținând rezultatul general de +145 = 272 - 42 (61.1%).
| Orașul          | Anul | Concursul                                     | + | =  | - |
| --------------- | ---- | --------------------------------------------- | - | -- | - |
| Tbilisi         | 1960 | meci amical R. S. S. Gruzină – România (m. 5) | 1 | 3  | 0 |
| Leningrad       | 1960 | C. M. universitar echipe VII (rezerva 1)      | 5 | 1  | 1 |
| București       | 1961 | meci amical România – R. S. S. Gruzină (m. 5) | 3 | 1  | 0 |
| Karl Marx-Stadt | 1961 | meci amical R. D. G. – România (m. 1)         | 1 | 0  | 1 |
| București       | 1962 | meci amical România – Bulgaria (m. 4)         | 1 | 1  | 0 |
| Budapesta       | 1962 | meci amical Ungaria – România (m. 5)          | 0 | 2  | 0 |
| Marianske Lazne | 1962 | C. M. universitar echipe IX (m. 1)            | 4 | 8  | 1 |
| Varna           | 1962 | Olimpiada XV (m. 3)                           | 6 | 8  | 1 |
| București       | 1963 | meci amical România – Ungaria (m. 1)          | 2 | 0  | 0 |
| Cracovia        | 1964 | C. M. universitar echipe IX (m. 1)            | 7 | 3  | 0 |
| Sinaia          | 1964 | preliminarii C. E. echipe (m. 3)              | 4 | 2  | 0 |
| Tel Aviv        | 1964 | Olimpiada XVI (m. 2)                          | 8 | 8  | 1 |
| București       | 1965 | meci amical România – Polonia (m.1)           | 1 | 1  | 0 |
| Hamburg         | 1965 | C. E. echipe III (m. 1)                       | 1 | 7  | 2 |
| Sinaia          | 1965 | C. M. universitar echipe XII (m. 1)           | 8 | 4  | 1 |
| Örebro          | 1966 | C. M. universitar echipe XIII (m. 1)          | 8 | 6  | 0 |
| Havana          | 1966 | Olimpiada XVII (m. 1)                         | 9 | 7  | 3 |
| București       | 1966 | meci amical România – R. S. S. Letonă (m. 1)  | 0 | 2  | 0 |
| Varșovia        | 1967 | meci amical Polonia – România (m. 1)          | 0 | 2  | 0 |
| Sofia           | 1967 | preliminarii C. E. echipe (m. 1)              | 2 | 4  | 0 |
| Harrachov       | 1967 | C. M. universitar echipe XIV (m. 1)           | 4 | 7  | 0 |
| Lugano          | 1968 | Olimpiada XVIII (m. 1))                       | 3 | 14 | 0 |
| Novi Sad        | 1969 | meci amical Iugoslavia – România (m. 1)       | 0 | 2  | 0 |
| București       | 1970 | meci amical România – Iugoslavia (m. 1)       | 0 | 2  | 0 |
| Siegen          | 1970 | Olimpiada XIX (m.1)                           | 6 | 10 | 3 |
| Bamberg         | 1971 | meci amical România – R. F. G. (m. 1)         | 0 | 2  | 0 |
| Atena           | 1971 | Balcaniada III (m. 1)                         | 1 | 2  | 1 |
| București       | 1971 | preliminarii C. E. echipe (m. 2)              | 2 | 0  | 0 |
| Sofia           | 1972 | Balcaniada IV (m. 1)                          | 2 | 2  | 0 |
| Skopje          | 1972 | Olimpiada XX (m. 1)                           | 5 | 12 | 3 |
| Bath            | 1973 | C. E. echipe V (m.1)                          | 0 | 5  | 2 |
| Paris           | 1973 | meci amical Franța – România (m. 1)           | 1 | 0  | 0 |
| Poiana Brașov   | 1973 | Balcaniada V (m. 1)                           | 0 | 4  | 0 |
| Nisa            | 1974 | Olimpiada XXI (m. 1)                          | 5 | 13 | 0 |
| Poreci          | 1974 | Balcaniada VI (m. 1)                          | 0 | 3  | 0 |
| Istanbul        | 1975 | Balcaniada VII (m. 1)                         | 0 | 4  | 0 |
| Crans Montana   | 1976 | preliminarii C. E. echipe (m. 1)              | 1 | 3  | 0 |
| București       | 1976 | meci amical România – R. F. G. (m. 1)         | 0 | 2  | 0 |
| Atena           | 1976 | meci amical Grecia – România (m. 1)           | 2 | 0  | 0 |
| Atena           | 1976 | Balcaniada VIII (m. 1)                        | 1 | 2  | 1 |
| Moscova         | 1977 | C. E. echipe VI (m. 1)                        | 1 | 5  | 1 |
| Albena          | 1977 | Balcaniada IX (m. 1)                          | 2 | 2  | 0 |
| Boras           | 1978 | preliminarii C. E. echipe (m. 1)              | 0 | 2  | 0 |
| Băile Herculane | 1978 | Balcaniada X (m. 1)                           | 3 | 1  | 0 |
| Buenos Aires    | 1978 | Olimpiada XXIII (m. 1)                        | 5 | 9  | 0 |
| Bensheim        | 1979 | meci amical R. F. G. – România (m. 1)         | 1 | 1  | 0 |
| Istanbul        | 1980 | Balcaniada XII (m. 1)                         | 2 | 3  | 0 |
| Malta           | 1980 | Olimpiada XXIV (m. 1)                         | 3 | 7  | 2 |
| Atena           | 1981 | Balcaniada XIII (m. 1)                        | 2 | 2  | 0 |
| Lucerna         | 1982 | Olimpiada XXV (m. 1)                          | 3 | 5  | 4 |
| Băile Herculane | 1983 | Balcaniada XV (m. 2)                          | 2 | 2  | 0 |
| Zinnowitz       | 1983 | meci amical R. D. G. – România                | 0 | 4  | 0 |
| Eforie Nord     | 1984 | meci amical România – R. D. G                 | 0 | 2  | 2 |
| Skopje          | 1984 | Balcaniada XVI (m. 1)                         | 0 | 4  | 1 |
| Salonic         | 1984 | Olimpiada XXVI (m. 2)                         | 5 | 8  | 1 |
| Iraklion        | 1985 | Balcaniada XVII (m. 1)                        | 2 | 2  | 0 |
| Lucerna         | 1985 | C. M. echipe (m. 2)                           | 0 | 7  | 2 |
| Dubai           | 1986 | Olimpiada XXVII (m. 2)                        | 3 | 9  | 0 |
| Kastela Stari   | 1988 | Balcaniada XX (m. 1)                          | 0 | 6  | 0 |
| Salonic         | 1988 | Olimpiada XXVIII (m.1)                        | 3 | 7  | 3 |
| Haifa           | 1989 | C. E. echipe IX (m. 1)                        | 0 | 9  | 0 |
| Kavala          | 1990 | Balcaniada XXI (m. 1)                         | 0 | 4  | 2 |
| Novi Sad        | 1990 | Olimpiada XXIX (m. 1)                         | 3 | 8  | 1 |
| Debrecen        | 1992 | C. E. echipe X (m. 1)                         | 1 | 4  | 2 |

Florin Gheorghiu este singurul șahist român care are scor egal cu celebrul campion american Robert James Fischer (+1 =2 -1). Jucătorul 
român are de asemenea scor egal cu marele șahist estonian Paul Keres (+0 =6 -0).
Florin Gheorghiu este primul șahist român care a avut un coeficient Elo mai mare de 2600 puncte, 2605 puncte la 1 ianuarie 1980, situându-se astfel pe locul al 10-lea din lume, performanță nemaiatinsă de vreun alt șahist român.
Un alt foarte mare succes al său este tripla victorie la U.S. Open, în 1979 (Chicago), 1980 (Atlanta), 1981 (Palo Alto), toate aceste concursuri fiind terminate fără înfrângere, cu rezultatul general de 25 de victorii și 11 remize. A fost primul jucător din afara Statelor Unite care a reușit o astfel de performanță și singurul român până în prezent.

## Publicistică
Florin Gheorghiu este autorul cărții "Partide alese", apărută în anul 1980 la editura "Sport-Turism", care cuprinde cele mai bune 103 partide ale sale, selectate dintre cele jucate în perioada 1960-1970. De asemenea, marele maestru român a publicat articole pe teme șahiste și partide comentate în presa autohtonă: "Scînteia tineretului", "Sportul" și "Revista Română de Șah", precum și în numeroase reviste de șah străine.  
A scris introducerea cărții "The best of Lone Pine", autori: John Grefe și Dennis Waterman, editura R.H.M. Press, 1981, ISBN 0-89058-049-9. De asemenea, a scris cuvântul înainte la volumul al II-lea al cărții "Clasicii șahului românesc în lumina timpului", autori ing. Niculae Dăneț și prof. Gabriel Georgescu, editura Paco, 2014, ISBN 978-606-665-001-4.
În revista "Șah" (ISBN 2066-5881), începând cu numărul 2/2017, marele maestru este autorul rubricii permanente "Florin Gheorghiu comentează". 
După 37 de ani, Florin Gheorghiu a dăruit publicului larg o nouă carte: "Integrala de șah vol. 2 1971-1980". Volumul include cele mai bune 129 de partide din perioada de apogeu a carierei, fiind publicat la editura "Cartea românească". Lansarea sa a avut loc pe data de 26 noiembrie 2017, la târgul de carte Gaudeamus, iar cele două introduceri au fost scrise de Georges Bertola, redactor-șef al prestigioasei reviste franceze Europe Echecs, și de criticul literar Nicolae Manolescu.
Pe 17 martie 2018 marele maestru și-a lansat volumul al 3-lea al "Integralei de șah", la sediul Ministerului Sportului. Lucrarea cuprinde 121 de partide din perioada 1981-2000 și beneficiază de o prefață elogioasă, scrisă de fostul campion mondial Anatoli Karpov.
Volumul întâi al "Integralei de șah" a fost lansat pe 18 noiembrie 2018, la târgul de carte Gaudeamus. Cartea este o reeditare a celei din 1980, dar beneficiază de 10 partide suplimentare și de o versiune atent revizuită a textului. În plus, volumul cuprinde peste 20 de fotografii, la cele inițiale adăugându-se altele noi. 
Astfel, "Integrala de șah" cuprinde 360 de partide, jucate în 41 de ani de carieră, constituind o lucrare fără precedent în literatura autohtonă de specialitate. 

## Turnee de șah
Florin Gheorghiu a avut o carieră prodigioasă, participând la peste 400 de turnee și meciuri, în România și în străinătate. Printre succesele sale se numără:
- Hastings, 1964/65: locul 2-3 împreună cu Gligorici, după Keres
- Belgrad, 1965: locul 1-2 împreună cu  Matulovici
- București, 1966: locul 2, după Korcinoi
- Hastings, 1967/68: locul 1-4 împreună cu  Hort, Suetin și Stein
- Manila, 1969: locul 1
- Skopje, 1970: locul 3
- Adelaide, 1971: locul 2-4 împreună cu  Browne și Schmid, după Portisch
- Varna, 1971: locul 2, după Vasiukov
- Mar del Plata, 1971: locul 4, după Polugaevski, Savon și Panno
- Reykjavik, 1972, locul 1-3, împreună cu Hort și F. Olafsson
- Helsinki, 1972 (turneu zonal): locul 2
- Palma de Mallorca, 1972: locul 5-7, după Panno, Smejkal, Korcinoi, Andersson
- Orense, 1973: locul 1
- Torremolinos, 1973: locul 3
- Manila, 1974: locul 4-5 împreună cu Gligorici, după Vasiukov, Petrosian și Larsen
- Torremolinos, 1974:  locul 1-2 împreună cu Torre
- Casablanca, 1974: locul 1-4
- Los Angeles, 1974: locul 2-3, după Gligorici
- Istres, 1975: locul 1
- Vrața, 1975 (turneu zonal): locul 1-2 împreună cu Matanovici
- Istres, 1976: locul 1
- Torremolinos, 1977: locul 3-5, după Christiansen și Byrne
- Netanya, 1977: locul 1
- Philadelphia 1978, 1979, 1980 (world open) locul 1-7, 1-7, respectiv 1-5
- Saratoga, 1978: locul 1-3 - locul 1 la coeficienții de departajare
- New York, 1978, open GHI International: locul 1
- Riga, 1979 (turneu interzonal): locul 5-6, după Tal, Polugaevski, Adorjan, Ribli
- Novi Sad, 1979: locul 1
- Chicago, 1979 (campionatul open al S.U.A.): locul 1
- San Jose, 1980: locul 1
- Saratoga, 1980: locul 1-5
- Atlanta, 1980 (campionatul open al S.U.A.): locul 1-2  împreună cu  Fedorowicz
- Londra,  1980 (Lloyds Bank Masters): locul 1-3
- Moscova, 1981: locul 5-6 împreună cu Portisch, după Karpov, Kasparov, Polugaevski, Smâslov
- Palo Alto, 1981 (campionatul open al S.U.A.): locul 1-5 - locul 1 la coeficienții de departajare
- Băile Herculane, 1982 (turneu zonal): locul 4
- Bagneux, 1982: locul 1
- Biel, 1982: locul 1-2  împreună cu Nunn
- Badalona, 1982: locul 1
- Roma, 1983: locul 3-4 împreună cu Tatai
- Lugano, 1983: locul 2-5 împreună cu Nunn, Farago și Timman
- Bagneux, 1983: locul 1-2, împreună cu Farago
- Baden-Baden, 1983: locul 1
- Bad Griesbach, 1983: locul 1-2 împreună cu Smejkal
- Berlinul occidental, 1984: locul 1
- Zurich, 1984: locul 2-6, după Nunn
- Biel, 1985 (I, II): locul 1-3 împreună cu Miles și Rogers, respectiv locul 3-4
- Hanovra 1984, Frankfurt 1984, München 1985: locul 1, locul 1, locul 3 - câștigător al Marelui Premiu Mephisto
- Reykjavik, 1986: locul 2-8
- Timișoara, 1987: locul 1-4
- Chiasso 1987, 1989: locul 1-4, respectiv 3-12
- Berlin, 1988 (Berliner Sommer): locul 1-11
- Ostende, 1988: locul 2-5
- Badenweiler, 1988: locul 1-2
- Lenk, 1990: locul 1
- Chiasso, 1991: locul 1
- Bad Ragaz, 1991: locul 1-6
- Bümpliz, 1992: locul 1
- Schaan, 1997: locul 1
- Martigny, 1999: locul 1-3
- Zurich, 1999: locul 1
- Fribourg, 2000, open "Golden Tulip": locul 1
- Lenk, 2001: locul 2
- Geneva, 2002: locul 2-3
- Yverdon, 2004 (șah rapid): locul 1
- Lausanne, 2007: locul 3

## Distincții
- Ordinul „Meritul Sportiv” clasa a III-a (25 octombrie 1966) „pentru rezultatele deosebite obținute în competițiile sportive internaționale, precum și pentru contribuția valoroasă adusă la dezvoltarea culturii fizice și sportului în țara noastră”[4]
- Medalia Naționala "Pentru Merit", clasa I prin decretul nr. 563/2000

## Partide remarcabile
Lista care urmează conține doar o mică parte dintre partidele remarcabile câștigate de marele maestru român pe toate meridianele globului.
- Florin Gheorghiu vs Robert James Fischer, Havana, 1966. Noutate teoretică, urmată de joc extrem de subtil pe ambele flancuri, terminat cu o spargere în centru.
- Florin Gheorghiu vs Viktor Korcinoi, Palma de Mallorca, 1972. Pătrundere din deschidere pe flancul damei, finalizată prin transformarea avantajului pozițional în avantaj material decisiv.
- Florin Gheorghiu vs Ulf Andersson, Manila, 1974. Transformarea avantajului pozițional în atac direct la rege printr-un sacrificiu paradoxal de pion în centru.
- Wolfgang Uhlmann vs Florin Gheorghiu, Manila, 1976. Spargere tipică din poziția "arici", urmată de pătrunderea pieselor negre pe câmpurile centrale.
- Florin Gheorghiu vs Ljubomir Ljubojevici, Riga, 1979. Atac asupra rocadei adverse într-o poziție complexă.
- Florin Gheorghiu vs Jan Timman, Moscova, 1981. Noutate teoretică, strategie fără greșeală și valorificarea avantajului perechii de nebuni.
- Eugenio Torre vs Florin Gheorghiu, Wijk aan Zee, 1981. Deschidere impecabilă, final extrem de complicat, rezolvat în urma unor manevre precise.
- Florin Gheorghiu vs Svetozar Gligorici, Novi Sad, 1982. Lupta împotriva pionului izolat, sacrificiu de calitate în final pentru valorificarea avantajului material și pozițional.
- Florin Gheorghiu vs Robert Byrne, Reykjavik, 1986. Atac pozițional asupra rocadei negre într-o variantă de deschidere preferată.